# Brizoides viridipes
Brizoides viridipes är en insektsart som först beskrevs av Rehn, J.A.G. 1905.  Brizoides viridipes ingår i släktet Brizoides och familjen Pseudophasmatidae. Inga underarter finns listade.